# Zemeth
Zemeth（ゼメス）は、北海道で結成された日本のメロディックデスメタルバンド。唯一のメンバーであるJunya Higuchiによるワンマンプロジェクトであり、自身の音楽性を哀愁歌謡ノスタルジックメロディックデスメタルと称する。

## メンバー
- Junya - ボーカル/ギター/コンポーザー

姉妹プロジェクトとして「Bloody Cumshot」でも活動している。

## ディスコグラフィ

### アルバム
- ROUGE NOIR（2017年）
- MONOCHROME BLOOD (2018年)
- NOSTALGISM (2019年)
- 絶世ノ哀歌ト黒紅ノ追憶 (2023年)
- MIREN (2024年)

### シングル
- BLOODY FROZEN COSMETICS (2014年)
- VALENTINE LIBIDO (2015年)
- Deadly Nostalgia (Revisted) (2021年)
- LONELINESS / ロンリネス (2022年)
- MONOCHROME BLOOD (2023年)
- ナキガヲ (2024年)
- GUILLOTINE (2024年)
- メロ (2025年)